# Паспорт громадянина Австрії
Паспорт громадянина Австрії — документ, що видається громадянам Австрії для здійснення поїздок за кордон. Кожен громадянин Австрійської республіки також вважається громадянином Європейського союзу. Паспорт разом із посвідченням на особу дає право на свободу пересування та проживання в будь-якій з держав Європейського економічного простору та Швейцарії. 

## Вигляд
Австрійські паспорти є такими ж бургундськими кольорами, як і інші європейські паспорти, а також з австрійським гербом, прикрашеним в центрі передньої обкладинки. Над гербом надписуються слова "EUROPÄISCHE UNION" (Європейський Союз) і "REPUBLIK ÖSTERREICH" (Австрійська Республіка) над написом "Герб" та "REISEPASS" (паспорт). Австрійські паспорти мають стандартний біометричний символ внизу і використовують стандартний дизайн ЄС. На кожній сторінці паспорта відображається герб різних австрійських провінцій у фоновому режимі. 

## Візові вимоги для громадян Австрії
Візові вимоги для австрійських громадян є адміністративними обмеженнями на в'їзд громадян Австрії з боку інших держав. У 2016 році австрійські громадяни мали безвізовий режим до 173 країн і територій. Паспорт займає 5 місце за міжнародним рейтингом.

## Отримування другого паспорта
Австрія дозволяє своїм громадянам отримувати другий австрійський паспорт, щоб обійти певні обмеження на проїзд (наприклад, деякі арабські країни не дозволяють в'їзд із ізраїльськими паспортними марками, наприклад, Бахрейн, Іракський Курдистан (не решту Іраку), Оман, Мавританія, Туніс і Об'єднані Арабські Емірати).
Одночасно зберігати австрійський паспорт та закордонний паспорт, тобто подвійне громадянство, обмежено згідно з чинним законодавством про австрійське громадянство.